# Dronninggård
|  | Sammenskrivningsforslag Artiklerne Næsseslottet, Dronninggård er foreslået sammenskrevet. (Siden juli 2020) Diskutér forslaget |

Dronninggaard stammer fra Frederik III’s tid, idet han, samtidig med at han opførte Frederiksdal ved den anden side af søen, skænkede det i Furesø udskydende næs til sin dronning Sophie Amalie, som her lod opføre en "lystgaard" og anlægge et "hollænderi", hvor hun holdt muntre fester og drev ivrigt landbrug med oldenburgske køer og høns og gæs af fremmed race. Efter hendes død 1685 tilfaldt ejendommen Kronen; noget over midten af det 18. århundrede (1764) ejedes den af gehejmeråd Hans von Ahlefeldt, som genopførte hovedbygningen, da den gamle var brændt. Hvor denne gamle bygning har ligget, og hvorledes den så ud, ved man intet om; en tavle med Frederik III’s og Sophie Amalies navnetræk, der er indsat i en gartnerbolig, er den eneste levning af den. Gården må dog snart atter være kommen til Kronen, thi 1772 skænkede Christian VII den til kammerherre Wilhelm Detlev Werner von Staffeldt, som dog allerede 1776 solgte den (for 17.000 Rd. D. C.) til forpagteren på Brede, Ole Svendsen, der atter 1781 solgte den til den rige grosserer, agent, senere etatsråd Frédéric de Coninck, som ombyggede landstedet og omdøbte det til Næsseslottet.